# Millevaches

 Millevaches  (en occitano Miuvachas) es una comuna y población de Francia, en la región de Lemosín, departamento de Corrèze, en el distrito de Ussel y cantón de Sornac.
Su población en el censo de 2008 era de 91 habitantes.
Está integrada en la Communauté de communes Bugeat-Sornac-Millevaches au Cœur .

## Demografía
| 105 | 113 | 86 | 79 | 76 | 82 | 91 |
| Para los censos de 1962 a 1999 la población legal corresponde a la población sin duplicidades (Fuente: INSEE [Consultar]) |     |    |    |    |    |    |